# Lolita Davidovich
Lolita Davidovich (sérvio: Лолита Давидовић, London, 15 de julho de 1961) é uma atriz canadense de cinema e televisão.

## Carreira
Lolita é filha de imigrantes da extinta Iugoslávia. Seu pai era de Belgrado, atual capital da Sérvia, e sua mãe, da atual Eslovênia. Ela falava somente sérvio durante a infância. Estudou no Herbert Berghof Studio, em Nova York.
Sua estreia foi em Blaze (1989), com Paul Newman, papel para o qual derrotou outras 600 candidatas[carece de fontes?] para o papel-título da performer Blaze Starr. Depois, apareceu em vários episódios da primeira temporada da telessérie da Showtime com temática lésbica The L Word, no papel de Francesca Wolff, e também atuou em um episódio de CSI: Crime Scene Investigation em 2005.

## Vida pessoal
Lolita é casada com o escritor e diretor Ron Shelton, ex-basquetebolista do Baltimore Orioles. Eles têm dois filhos, um deles é Valentina, nascida em 1999. Têm residência em Los Angeles e em Ojai, na Califórnia.

## Filmografia
- Adventures in Babysitting (1987) — Sue Ann
- Blaze (1989) — Blaze Starr
- The Object of Beauty (1991) — Joan
- JFK (1991) — Beverly Oliver
- O Círculo do Poder (1991) — Anastasia
- Raising Cain (1992) — Jenny
- Leap of Faith (1992) — Marva
- Boiling Point (1993) — Vikki
- Cobb (1994) - Ramona
- Intersection (1994) — Olivia Marshak
- Harvest of Fire (1996) - Sally Russell
- Santa Fe (1997) — Eleanor Braddock
- Jungle 2 Jungle (1997) — Charlotte
- Gods and Monsters (1998) — Betty
- Mystery, Alaska (1999) - Mary Jane Pitcher
- Play It to the Bone (1999) — Grace Pasic
- Dark Blue (2002) - Sally Perry
- Hollywood Homicide (2003) - Cleo Ricard
- Kill Your Darlings (2006) — Lola
- September Dawn (2007) — Nancy Dunlop
- ZOS: Zone of Separation (2009 miniseries) — Mila Michailov
- Cinema Verite (2011) — Val